# هيو روبسون
هيو روبسون هو قاضي وسياسي كندي، ولد في 9 سبتمبر 1871، وتوفي في 4 يوليو 1945.